# Peltanthera floribunda
Peltanthera floribunda är en tvåhjärtbladig växtart som beskrevs av George Bentham. Peltanthera floribunda ingår i släktet Peltanthera och familjen Peltantheraceae. Inga underarter finns listade i Catalogue of Life.